# Top of the Top Sopot Festival 2012
Top of the Top Sopot Festival 2012 – 47. edycja festiwalu muzycznego odbywającego się w sopockiej Operze Leśnej. Festiwal odbył się 24 i 25 sierpnia 2012 roku i był transmitowany na żywo przez telewizję Polsat. Pierwszego dnia odbył się konkurs o Bursztynowego Słowika i Słowika Publiczności, drugiego dnia polscy piosenkarze zaśpiewali utwory zespołu The Beatles.
W piątek 24 sierpnia w konkursie Top of the Top o statuetkę Bursztynowego Słowika i Nagrodę Specjalną od radia RMF FM wzięło udział czternastu artystów z Europy, którzy w swoich krajach sprzedali największą liczbę płyt. Widzowie wybierali zwycięzcę koncertu w głosowaniu SMS-owym. Drugą nagrodę przyznawali słuchacze rozgłośni RMF FM, którzy mogli głosować na stronie głównej radia. Obie statuetki zdobył reprezentant Szwecji Eric Saade z piosenką „Hotter Than Fire”, który odebrał nagrody z rąk prezydenta Sopotu – Jacka Karnowskiego (Bursztynowy Słowik) oraz dziennikarza i współtwórcy RMF FM – Dariusza Maciborka.
Gośćmi specjalnymi tego dnia byli: Kamil Bednarek, który wykonał pięć piosenek: „W górę ręce”, „Dancehall Quenn”, „Anioły” oraz premierowo „Ska” i „Fly Away” oraz India Martinez, która wystąpiła pozakonkursowo jako reprezentantka Hiszpanii. Podczas koncertu wystąpiła również grupa taneczno-akrobatyczna Ocelot. Koncert prowadzili Paulina Sykut-Jeżyna, Maciej Rock i Maciej Dowbor.
W sobotę 25 sierpnia na deskach Opery Leśnej odbył się koncert z okazji 50. urodzin legendarnej brytyjskiej grupy The Beatles. Podczas jubileuszowego koncertu wystąpiło dziesięcioro polskich wykonawców, a każdy z nich wykonał jeden utwór z repertuaru zespołu. W gronie gwiazd znaleźli się m.in.: grupa Perfect, Ryszard Rynkowski i Kombii. Artystom towarzyszyła orkiestra pod dyrekcją Tomasza Szymusia. Po koncercie jubileuszowym na scenie Opery Leśnej odbył się koncert towarzyszący – Muzodajnia.pl. W koncercie wystąpili m.in.: Afromental, Bracia, Loka, Mrozu, Honey, Jula, Liber w duecie z zespołem InoRos, Ania Wyszkoni, Kombii, Blue Café i MIRAMI. Koncert prowadzili Maciej Rock, Dariusz Maciborek, Agnieszka Popielewicz, Paulina Sykut-Jeżyna i Maciej Dowbor.

## Dzień pierwszy
W piątek 24 sierpnia odbył się konkurs o Bursztynowego Słowika i Nagrodę Specjalną od radia RMF FM.
| L.p. | Państwo    | Język               | Wykonawca       | Utwór                         | Miejsce | Punkty |
| ---- | ---------- | ------------------- | --------------- | ----------------------------- | ------- | ------ |
| 1    | Bułgaria   | angielski           | Marija Ilijewa  | „I like”                      | 2       | 40     |
| 2    | Francja    | francuski           | Gerard Lenroman | „La ballade des Gens Heureux” | 7       | 27     |
| 3    | Ukraina    | ukraiński           | Ot Vinta        | „У мене ... Україна!”         | 12      | 15     |
| 4    | Szwecja    | angielski           | Eric Saade      | „Hotter Than Fire”            | 1       | 56     |
| 5    | Estonia    | angielski           | Outloudz        | „Horrors”                     | 14      | 14     |
| 6    | Węgry      | angielski           | Nikolas Takács  | „Open Your Eyes”              | 5       | 34     |
| 7    | Albania    | albański            | Alban Skenderaj | „Me prit atje”                | 11      | 20     |
| 8    | Portugalia | portugalski         | Tony Carreira   | „A Sonhar Contigo”            | 9       | 23     |
| 9    | Islandia   | angielski           | Mugison         | „Murr Murr”                   | 6       | 32     |
| 10   | Łotwa      | łotewski, angielski | Musiqq          | „Abrakadabra”                 | 8       | 24     |
| 11   | Litwa      | język litewski      | Sel             | „Ten kur sapnai”              | 4       | 38     |
| 12   | Szwajcaria | angielski           | Gotthard        | „Starlight”                   | 3       | 39     |
| 13   | Rosja      | rosyjski            | Maksim          | „Знаешь ли ты?”               | 10      | 21     |
| 14   | Chorwacja  | chorwacki           | The Beat Fleet  | „Spin doktor”                 | 13      | 14     |

### Tabela wyników
|                     |                                                            | Wyniki | Wyniki | Wyniki  | Wyniki  | Wyniki | Wyniki  | Wyniki | Wyniki | Wyniki | Wyniki | Wyniki | Wyniki | Wyniki | Wyniki | Wyniki | Wyniki | Wyniki | Wyniki | Wyniki | Wyniki | Wyniki | Wyniki | Wyniki | Wyniki | Wyniki | Wyniki | Wyniki | Wyniki | Wyniki | Wyniki | Wyniki | Wyniki | Wyniki | Wyniki | Wyniki | Wyniki | Wyniki | Wyniki | Wyniki | Wyniki | Wyniki | Wyniki | Wyniki |
| Suma punktów        | Polsat                                                     | Sopot  | [ 7 ]  | Albania | Estonia | Łotwa  | Szwecja |        |        |        |        |        |        |        |        |        |        |        |        |        |        |        |        |        |        |        |        |        |        |        |        |        |        |        |        |        |        |        |        |        |        |        |        |        |
| ------------------- | ---------------------------------------------------------- | ------ | ------ | ------- | ------- | ------ | ------- | ------ | ------ | ------ | ------ | ------ | ------ | ------ | ------ | ------ | ------ | ------ | ------ | ------ | ------ | ------ | ------ | ------ | ------ | ------ | ------ | ------ | ------ | ------ | ------ | ------ | ------ | ------ | ------ | ------ | ------ | ------ | ------ | ------ | ------ | ------ | ------ | ------ |
| Uczestnicy konkursu | Bułgaria                                                   | 40     | 6      | 6       | 10      | 7      | 1       | 7      | 3      |        |        |        |        |        |        |        |        |        |        |        |        |        |        |        |        |        |        |        |        |        |        |        |        |        |        |        |        |        |        |        |        |        |        |        |
| Uczestnicy konkursu | Francja                                                    | 27     | 4      | 4       | 5       | 3      | 3       | 3      | 5      |        |        |        |        |        |        |        |        |        |        |        |        |        |        |        |        |        |        |        |        |        |        |        |        |        |        |        |        |        |        |        |        |        |        |        |
| Uczestnicy konkursu | Ukraina                                                    | 15     | 1      | 2       | –       | 3      | 3       | 3      | 3      |        |        |        |        |        |        |        |        |        |        |        |        |        |        |        |        |        |        |        |        |        |        |        |        |        |        |        |        |        |        |        |        |        |        |        |
| Uczestnicy konkursu | Szwecja                                                    | 56     | 7      | 7       | 12      | 5      | 7       | 6      | 12     |        |        |        |        |        |        |        |        |        |        |        |        |        |        |        |        |        |        |        |        |        |        |        |        |        |        |        |        |        |        |        |        |        |        |        |
| Uczestnicy konkursu | Estonia                                                    | 14     | –      | 1       | –       | 3      | 3       | 3      | 4      |        |        |        |        |        |        |        |        |        |        |        |        |        |        |        |        |        |        |        |        |        |        |        |        |        |        |        |        |        |        |        |        |        |        |        |
| Uczestnicy konkursu | Węgry                                                      | 34     | 4      | 5       | 6       | 4      | 4       | 4      | 7      |        |        |        |        |        |        |        |        |        |        |        |        |        |        |        |        |        |        |        |        |        |        |        |        |        |        |        |        |        |        |        |        |        |        |        |
| Uczestnicy konkursu | Albania                                                    | 20     | 2      | 2       | 1       | 3      | 3       | 3      | 6      |        |        |        |        |        |        |        |        |        |        |        |        |        |        |        |        |        |        |        |        |        |        |        |        |        |        |        |        |        |        |        |        |        |        |        |
| Uczestnicy konkursu | Portugalia                                                 | 23     | 3      | 3       | 3       | 3      | 3       | 3      | 5      |        |        |        |        |        |        |        |        |        |        |        |        |        |        |        |        |        |        |        |        |        |        |        |        |        |        |        |        |        |        |        |        |        |        |        |
| Uczestnicy konkursu | Islandia                                                   | 32     | 6      | 7       | –       | 4      | 4       | 4      | 7      |        |        |        |        |        |        |        |        |        |        |        |        |        |        |        |        |        |        |        |        |        |        |        |        |        |        |        |        |        |        |        |        |        |        |        |
| Uczestnicy konkursu | Łotwa                                                      | 24     | 3      | 4       | 4       | 3      | 3       | 3      | 4      |        |        |        |        |        |        |        |        |        |        |        |        |        |        |        |        |        |        |        |        |        |        |        |        |        |        |        |        |        |        |        |        |        |        |        |
| Uczestnicy konkursu | Litwa                                                      | 38     | 6      | 4       | 7       | 5      | 5       | 5      | 6      |        |        |        |        |        |        |        |        |        |        |        |        |        |        |        |        |        |        |        |        |        |        |        |        |        |        |        |        |        |        |        |        |        |        |        |
| Uczestnicy konkursu | Szwajcaria                                                 | 39     | 5      | 6       | 8       | 5      | 5       | 5      | 5      |        |        |        |        |        |        |        |        |        |        |        |        |        |        |        |        |        |        |        |        |        |        |        |        |        |        |        |        |        |        |        |        |        |        |        |
| Uczestnicy konkursu | Rosja                                                      | 21     | 2      | 3       | 2       | 3      | 3       | 3      | 5      |        |        |        |        |        |        |        |        |        |        |        |        |        |        |        |        |        |        |        |        |        |        |        |        |        |        |        |        |        |        |        |        |        |        |        |
| Uczestnicy konkursu | Chorwacja                                                  | 14     | 1      | 1       | –       | 3      | 3       | 3      | 3      |        |        |        |        |        |        |        |        |        |        |        |        |        |        |        |        |        |        |        |        |        |        |        |        |        |        |        |        |        |        |        |        |        |        |        |
| Uczestnicy konkursu | Kraje w tabeli są uporządkowane w kolejności występowania. |        |        |         |         |        |         |        |        |        |        |        |        |        |        |        |        |        |        |        |        |        |        |        |        |        |        |        |        |        |        |        |        |        |        |        |        |        |        |        |        |        |        |        |

## Dzień drugi

### Koncert50 lat grupy The Beatles
W sobotę 25 sierpnia na deskach Opery Leśnej wystąpiło dziesięcioro polskich muzyków, którzy wykonali największe przeboje zespołu The Beatles z okazji rocznicy 50-lecia założenia formacji.
| Wykonawca         | Tytuł                                |
| ----------------- | ------------------------------------ |
| Bracia            | „A Hard Day’s Night”                 |
| Bracia            | „Can't Buy Me Love”                  |
| Perfect           | „Yesterday”                          |
| Anna Wyszkoni     | „Love Me Do”                         |
| Anna Wyszkoni     | „I Want to Hold Your Hand”           |
| LemON             | „All You Need Is Love”               |
| LemON             | „Let It Be”                          |
| Kombii            | „Here Comes the Sun”                 |
| Kombii            | „Oh, Darling”                        |
| Żuki              | „All My Loving”                      |
| Żuki              | „Please, Please Me”                  |
| Afromental        | „Come Together Ring”                 |
| Afromental        | „With a Little Help From My Friends” |
| Łukasz Zagrobelny | „Help!”                              |
| Łukasz Zagrobelny | „She Loves You”                      |
| Ryszard Rynkowski | „Imagine”                            |
| Ryszard Rynkowski | „Get Back”                           |
| De Mono           | „Ob-La-Di, Ob-La-Da”                 |
| De Mono           | „Hey Jude”                           |
| Występ wspólny    | „Twist and Shout”                    |

## Media

### Telewizja
Współorganizatorem festiwalu był Polsat. W związku z zainteresowaniem zagranicznych nadawców, stacja odsprzedała prawa do pokazywania retransmisji koncertów.
| Kraj    | Stacja telewizyjna |
| ------- | ------------------ |
| Albania | A1 Televizion      |
| Estonia | ETV                |
| Łotwa   | LTV                |
| Polska  | Polsat             |
| Szwecja | TV4                |

### Radio
Głównym partnerem medialnym została rozgłośnia RMF FM.
| Kraj   | Stacja radiowa |
| ------ | -------------- |
| Polska | RMF FM         |